# Phloeophila cymbula
Phloeophila cymbula är en orkidéart som först beskrevs av Carlyle August Luer, och fick sitt nu gällande namn av Alec M. Pridgeon och Mark W. Chase. Phloeophila cymbula ingår i släktet Phloeophila och familjen orkidéer. Inga underarter finns listade i Catalogue of Life.